# Helmut Bross (Physiker)

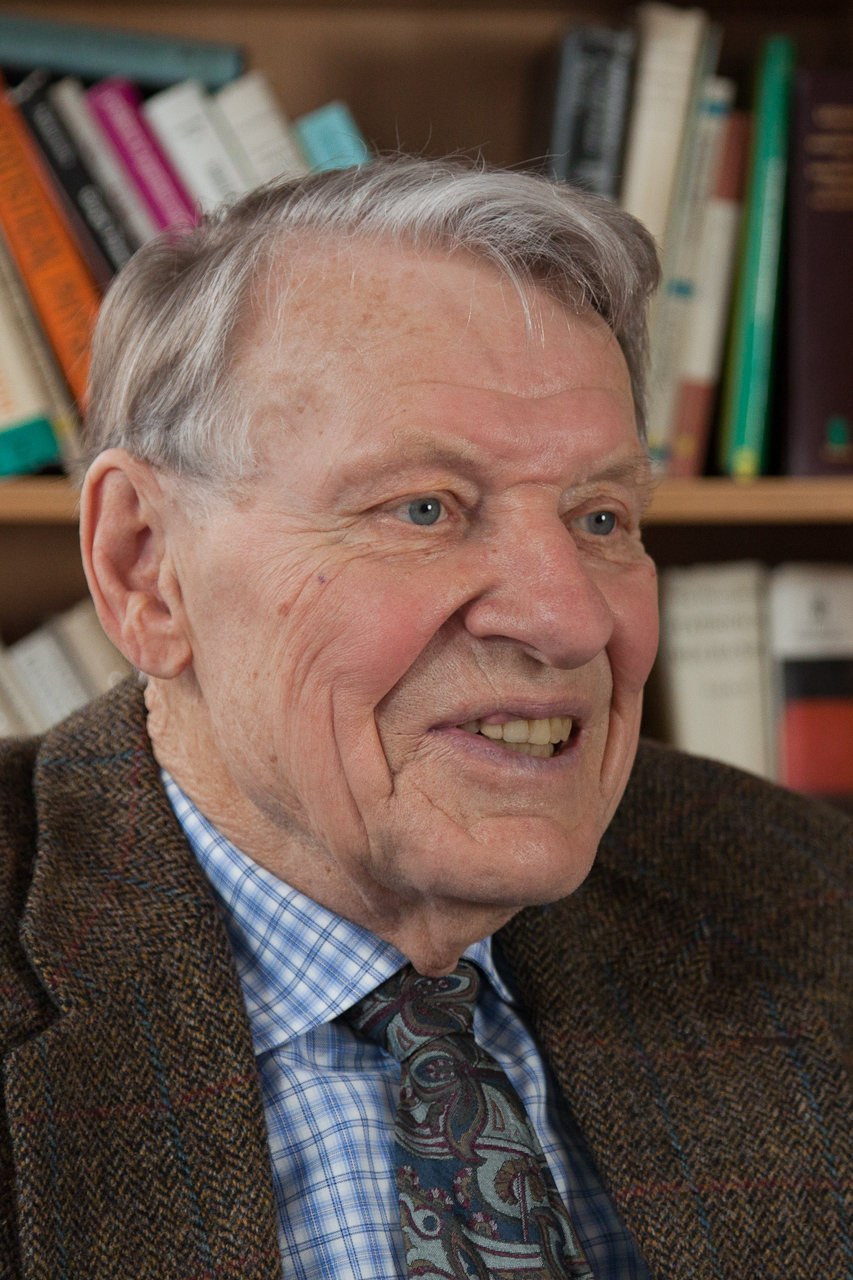
Helmut Bross, 2012

Helmut Bross (* 23. Mai 1931 in Mühlacker) ist ein deutscher theoretischer Physiker, der wichtige Beiträge zur Theorie und Berechnung der elektronischen Struktur von Festkörpern geleistet hat.

## Leben
Helmut Bross wuchs in seiner Geburtsstadt Mühlacker auf und besuchte dortige Schulen.
Er studierte von 1949 bis 1955 an der Technischen Hochschule Stuttgart Physik. Seine Diplom-, Doktor- und Habilitationsarbeiten fertigte er bei Ulrich Dehlinger und dessen damaligem Assistenten Alfred Seeger am Institut für Theoretische und Angewandte Physik (ITAP) der Technischen Hochschule Stuttgart an. In seiner Diplomarbeit und seiner Doktorarbeit widmete sich Bross Fragestellungen der elektrischen Leitfähigkeit von Metallen. Danach forschte er am 
Max-Planck-Institut für Metallforschung in Stuttgart-Büsnau. In seiner Habilitationsschrift behandelte er eine Fragestellung der Wärmeleitfähigkeit von Festkörpern.
Mit Beginn der 1960er Jahre wandte sich Bross der Fragestellung einer möglichst präzisen numerischen Berechnung der elektronischen Bandstruktur von Kristallen zu. Hierzu muss die Grundgleichung der Quantenmechanik, die sogenannte Schrödingergleichung mit den periodischen Randbedingungen für die Elektronen in einem Kristalls gelöst werden. Die übliche Vorgehensweise bei allen Bandstrukturberechnungen ist es, das Elektronen-Vielteilchen-System durch ein Ein-Elektron-System zu ersetzen, in dem die Elektron-Elektron-Wechselwirkung durch ein Einteilchen-Potential angenähert wird. In der Festkörperphysik wird hierzu im Allgemeinen die Näherung der Dichtefunktionaltheorie
verwendet. Zur Lösung von linearen partiellen Differenzialgleichungen mit periodischen Randbedingungen, wie der Elektron-Schrödingergleichung im Kristall, wird häufig die Fourier-Transformation verwendet, wodurch ein lineares Gleichungssystem entsteht. In der Nähe der Atomkerne konvergieren nun aber die
ebenen Wellen der Fourier-Transformation nicht gut genug, so dass man in diesem Bereich die Kristallelektron-Wellenfunktionen durch Kugelflächenfunktionen und radiale Lösungen der Schrödingergleichung im starken Atomkernpotential approximiert.
Bei diesen Hochpräzisions-Bandstruktur-Berechnungen hat Bross einen Durchbruch erzielt, indem er die Augmented Plane Wave Method (APW) von Slater zur Modified Augmented Plane Wave Method (MAPW) fortentwickelt hat. Hierbei wird zunächst die partielle Differenzialgleichung in ein mathematisch äquivalentes Variationsproblem umgeformt, das dann mit Hilfe eines Rayleigh-Ritz-Verfahrens ein lineares Gleichungssystem liefert. Dieses kann mit Standardmethoden der numerischen Mathematik auf Hochleistungsrechnern gelöst werden.
MAPW hat gegenüber anderen Methoden zwei große Vorteile: es liefert einerseits lineare Gleichungssysteme und stellt andererseits sicher, dass die berechneten Kristallelektron-Wellenfunktionen überall stetig differenzierbar sind. Gerade die Stetigkeitseigenschaften der MAPW-Wellenfunktionen ermöglichen sowohl gute Konvergenz der Elektron-Energien, als auch physikalisch korrekte  Wellenfunktionen. Aus diesen Ergebnissen kann man dann alle interessierenden elektronischen Kristalleigenschaften durch geeignete Differenziationen und Integrationen berechnen. Die Differenziationen der Kristallelektronen-Wellenfunktionen konnte Bross durch eine geschickte Anwendung des Hellmann-Feynman-Theorems und die Integrationen durch die Einführung magischer Punkte entscheidend verbessern.
Bross wurde 1965 auf einen neugeschaffenen Lehrstuhl für theoretische Festkörperphysik an der
Ludwig-Maximilians-Universität München berufen, wo er in vielen Jahren zusammen mit seinen langjährigen Assistenten und vielen Doktoranden und Diplomanden und den hervorragenden Möglichkeiten des Leibniz-Rechenzentrums die elektronische Struktur und die physikalischen Eigenschaften vieler Kristalle berechnen konnte. Eine Verallgemeinerung des Verfahrens auf den Fall der relativistischen Dirac-Gleichung, die Relativistic Modified Augmented Plane Wave Method, RMAPW, wurde 1969 durch Bross und Hofmann, sowie 1984 durch Schiekel am Lehrstuhl Bross entwickelt.
Helmut Bross hat zwei Generationen theoretischer Festkörper-Physiker ausgebildet, von denen heute eine ganze Reihe als Professoren an verschiedenen Hochschulen tätig sind. Daneben verbrachte er zahlreiche Forschungssemester an Forschungseinrichtungen und ausländischen Hochschulen, unter anderem am IBM-Forschungszentrum Yorktown Heights und mehrfach an der Montana State University in Bozeman.
Auch nach seiner Emeritierung im Jahr 1999 forschte Bross in der Theoretical Solid State Physics Arbeitsgruppe der Ludwig-Maximilians-Universität München weiter. Sein aktuelles Thema (2010) ist die elektronische Struktur von Graphen.